# Interação UML
Interação, na Unified Modeling Language (em inglês: Interaction Overview Diagram), também chamado de Diagrama Visão Geral de Interação, é um tipo de diagrama de atividade que representa o envio ou o recebimento de dados entre um ator e um caso de uso. Diagramas de interação combinam diagramas de atividade com diagrama de sequência. Esses diagramas podem incluir sequência e comunicação.
A interação de objetos para dar suporte  à funcionalidade de um caso de uso denomina-se realização de um caso de uso. A realização de um caso de uso descreve o comportamento de um ponto de vista externo ao sistema. A realização de um caso de uso é representado por diagramas de interação.